# Standortmotiv multinationaler Unternehmen
Der Sammelbegriff Standortmotiv multinationaler Unternehmen bezeichnet in der wirtschaftswissenschaftlichen Literatur Gründe für Aktivitäten multinationaler Unternehmen in verschiedenen Ländern. Die Standortfrage zeigt auf, warum die Produktion ein und desselben Gutes nicht nur in einem Land, sondern in mehreren Ländern stattfindet (Abgrenzung zur Internalisierungstheorie).

## Begriffserklärung
Für die Attraktivität ausländischer Märkte und damit verbundene Standortentscheidungen multinationaler Unternehmen zur Produktion eines Gutes sind im Wesentlichen die gleichen Faktoren ausschlaggebend, die auch Ursachen für die Außenhandelstheorie sind.

## Standortmotive im Einzelnen
Zur Entstehung multinationaler Unternehmen gibt es keine allumfassende Theorie, somit ist auch die Frage nach den Standortmotiven als Teiltheorie nur ansatzweise geklärt.
Im Folgenden werden wesentliche Standortmotive aufgezeigt, die aus den Entstehungsfaktoren der Außenhandelstheorie abgeleitet sind und sowohl unabhängig voneinander als auch kombiniert auftreten können.
- Ein Unternehmen produziert Güter im Ausland, weil der Produktionsort häufig von den zur Verfügung stehenden Ressourcen bestimmt wird. Das heißt, Unternehmen lassen sich dort nieder, wo für die Produktion notwendige Rohstoffe sowie billigere Energie vorhanden sind. Das führt zu einer Senkung der Transportkosten.[1] Außerdem kann durch eine Produktionsstätte am Verbrauchsort der Rohstoffbezug gesichert und die Gefahr kurzfristiger Lieferengpässe verringert werden. Wird die Rohstoffgewinnung in den Produktionsablauf einbezogen, kann diese direkt an die Unternehmensbedürfnisse angepasst werden. Der Zwischenhandel entfällt und die Kosten reduzieren sich weiter.[3]

- Erfolgt der Verkauf der fertigen Güter am Ort der Produktion, sinken die Produktions- und Transportkosten ebenfalls, da der Export der Ware zu den ausländischen Absatzmärkten entfällt. Handelsbarrieren, wie zum Beispiel Zölle, spielen nur noch eine untergeordnete Rolle.[1]

- Der Verkauf von Gütern in verschiedenen Ländern erfordert eine Anpassung der Produkte an den jeweiligen Absatzmarkt aufgrund der kulturellen und religiösen Unterschiede zwischen den Ländern. Ausländische Produktionsstätten vereinfachen die Anfertigung marktspezifischer Produkte und ermöglichen zudem schnellere Reaktionen auf Marktveränderungen.[1]

- Im Ausland geltende Steuerbedingungen können für Unternehmen von Vorteil sein, ebenso wie vorliegende Investitionsanreize. Sie sind deshalb ein Argument für die Begründung von Niederlassungen.[4]

- Billigere Löhne in Entwicklungsländern gegenüber Industrieländern reduzieren die Personalkosten und führen somit zu niedrigeren Produktionskosten eines Unternehmens. Sie sind deshalb ein Anreiz für ausländische Produktionsstätten.[5]

- Da multinationale Unternehmungen in der Regel größer sind als andere Unternehmen, werden auch mehr Ressourcen für Forschung und Entwicklung aufgewendet. Niedrigere Kosten für Forschung und Entwicklung in anderen Ländern sind deshalb ein weiterer Standortaspekt für Unternehmen.[6] Zudem sind Forschungs- und Entwicklungsaktivitäten auf bestimmten Technologiefeldern weltweit gesehen in einigen wenigen Regionen konzentriert (Beispiel Silicon Valley). Das zieht vor allem Unternehmen an, welche im Bereich der Grundlagenforschung tätig sind und weniger fertigungs- oder kundenorientiert arbeiten.[7]

- Ein Unternehmen kann sich durch Übernahme und Kontrolle von Niederlassungen im Ausland eine Monopolrente sichern. Hierbei werden die unternehmensspezifischen Vorteile (wie zum Beispiel Patente, Ruf des Unternehmens, besondere Fähigkeiten des Managements) in vollem Wertumfang ausgebeutet, welche mit keiner anderen Unternehmung geteilt werden.[8]

## Eintritt in ausländische Märkte
Es gibt mehrere Möglichkeiten, um am Marktgeschehen bislang unerschlossener Wirtschaftsräume teilzunehmen. Die spezifischen Kompetenzen der Unternehmen sind dabei Voraussetzung für eine erfolgreiche Umsetzung der Strategien.
Wird im neu zu erschließenden Markt selbst kein Standort errichtet, erfolgt der Zutritt zum neuen Markt mittels Export der produzierten Güter.
Werden Kooperationen mit bereits am neuen Markt tätigen Unternehmen angestrebt, wird das meist über Joint Venture realisiert. Gründe dafür liegen in den hohen Transportkosten und Zöllen sowie ungünstigen Produktionsvoraussetzungen, die eine Produktion im Heimatland oft nicht sinnvoll erscheinen lassen.
Joint Ventures gehen oft mit der Vergabe von Lizenzen an fremde Produzenten einher. Für viele Unternehmen bedeutet eine solche Weitergabe ihrer Patente, Produktions- und Vertriebsgeheimnisse ein Kontrollverlust. Gestaltet sich der Wissenstransfer in dieser Weise schwierig, so überwiegen für das Unternehmen die Internalisierungsvorteile und der Erwerb ausländischer Töchterunternehmen und Niederlassungen über internationale Direktinvestitionen bietet sich an.  Dies ist verbunden mit Ressourcentransfer sowie einer Verlagerung von Kapitalströmen, wobei die Kontrolle über die Niederlassung erlangt und sie Bestandteil der Unternehmensstruktur wird.